# Optimization Programming Language
L'Optimization Programming Language (OPL) és un llenguatge de modelització algebraica per a models d'optimització matemàtics, que fa que la programació sigui més fàcil i curta que amb llenguatges de programació de propòsit general. És part del paquet de programari CPLEX de la companyia IBM. Va ser desenvolupat per Pascal van Hentenryck.